# 篝火节
篝火节（希伯來語：‎，Lag BaOmer，Lag B'Omer）是一个犹太教节日，在数算俄梅珥第三十三日，希伯来历以珥月18日。 
这天是2世纪阿齐瓦拉比最优秀的弟子西蒙·巴·尤查拉比揭示犹太神秘主义课程卡巴拉最深秘密的日子。这产生了一些著名篝火节的习俗，包括点亮篝火，去以色列北部城镇梅龙的巴·尤查墓朝圣。

## 踩踏事件
2021年4月30日，莫蘭山篝火节發生踩踏事故，45人遇難。